# Хедеманн, Ханс
Ханс Кристофер Георг Фредерик Хедеманн (дат. Hans Christopher Georg Friederich Hedemann; 7 июля 1792 года, Фленсбург — 31 мая 1859 года, Копенгаген) — датский военачальник, участник Датско-прусской войны 1848 года.

## Биография
Хедеманн состоял в Датском кадетском корпусе до 1803 года. В 1808 году был произведен в старшие прапорщики, в 1809 году стал лейтенантом, а в 1819 — стал начальником штаба. В 1811 году он вступил в 1-й Ютландский пехотный полк, где в 1820 году был произведен в капитаны. В 1836 году дослужился до майора.
Когда весной 1848 года разразилась Первая Шлезвигская война, военный министр Антон Фредерик Чернинг назначил сравнительно молодого полковника генералом, а вскоре и генерал-майором. Ему было поручено верховное командование датской армией, а начальником штаба был назначен генерал Лэссё. У Хедемана и Лэссё были хорошие отношения, хотя Хедеман часто принимал решения, исходя из ситуации, не советуясь с Лэссё или Чернингом. Однако его действия были оправданы в сражениях при Бау и Шлезвиге, в которых датские войска под его командованием одержали победу. Однако отношения Хедемана с военным министром Чернингом были проблематичными, так как тот с трудом давал Хедеману широкую свободу действий.
После битвы при Шлезвиге Чернинг направил полковника Генерального штаба, а впоследствии военного министра Кристиана Фредерика фон Хансена в Верховное командование армии с полномочиями вмешиваться в ситуацию, если командование армии не будет действовать по указанию Чернинга. Хансен поначалу не видел причин для вмешательства и впоследствии принял командование частями датской армии, вернувшимися в Альс. Хедеманну было приказано взять на себя командование той частью, которая направилась в Фюн, чтобы принять высаженные части армии. Поскольку эти части армии были гораздо меньше, Хедеманн отказался выполнять данный приказ и угрожал отставкой. В мае верховное командование армии и военное министерство договорились вновь перейти в наступление с армией, расположенной на Альсе, на полуостров Сундевитт, который был занят немцами. Перед этим Чернинг направил своего адъютанта в штаб армии, но тот не стал вмешиваться в подготовку к наступлению. В результате датчане одержали победы при Нюбеле и при Дюббеле.
16 июля Хедеманн был окончательно отстранен от командования армией. Неизвестно, было ли это вызвано вмешательством Чернинга или началом перемирия. В результате Хедеманн отправился в Копенгаген, чтобы занять пост председателя консультативного комитета при военном министерстве. В то же время он снова стал комендантом крепости.
Умер в Копенгагене 31 мая 1859 года.